# MIDletPascal
MIDletPascal est un compilateur pour le langage de programmation Pascal destiné à la création de programmes pour les téléphones mobiles supportant J2ME.

## Programme d’exemple
```
program
 
helloworld
;

begin

    
drawText
(
'Hello, world!'
,
 
8
,
 
0
)
;
 

    
repaint
;
                     

    
while
 
getKeyClicked
 
=
 
KE_NONE
 
do
;

end
.

```